# Mélanie Guilbert
Pour les articles homonymes, voir Guilbert.
Mélanie Guilbert, dite Louason, née à Caen le 28 janvier 1780 et morte à Paris le 18 août 1828, est une comédienne française, et l’une des maîtresses de Stendhal.

## Biographie
Jeanne-Françoise-Mélanie Guilbert, usuellement Mélanie Guilbert, est née à Caen le 28 janvier 1780, dans une famille bigote. Elle s’enfuit à seize ans pour se cacher chez une parente « par horreur pour un homme ». Elle s’enfuit à nouveau, avec un homme, au Havre. À dix-huit ans, elle le quitte, enceinte, pour aller à Paris. Le 25 février 1803, elle épouse Justus Gruner, diplomate du roi de Prusse, qu’elle quitte quelques semaines plus tard. En décembre 1804, elle rencontre Stendhal chez Dugazon où elle prend des cours de déclamation. Il est frappé par son air mélancolique et en tombe amoureux : « Elle m’aimerai donc, et je serai heureux avec cette âme aussi tendre que la mienne. » Ils se voient tous les jours et s’embrassent beaucoup, mais Mélanie ne veut pas d’un amant de peur de se retrouver enceinte. Dans son journal Stendhal écrit des pages et des pages sur les évolutions de ses sentiments, s’exhorte à la séduire, à avoir toujours sur lui des préservatifs, se reproche sa timidité, et de ne pas  « avoir l’esprit d’avoir de l’esprit. »

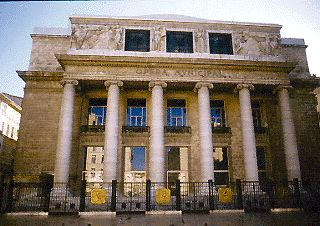
La colonnade de l'opéra de Marseille est un reste du Grand théâtre où joue Mélanie quand Stendhal la rejoint.

En juillet 1805, elle est engagée au Grand Théâtre de Marseille. Stendhal l’y rejoint pour se faire banquier avec son ami Fortuné Mante. Après de longues promenades dans les environs de Marseille, ils sont amants le 29 juillet 1805. Il déplore qu’elle n’ait pas de transports, ce qui semblerait indiquer qu'elle ne prenait pas de plaisir. Elle se lie d’amitié avec une certaine Madame Cossonier, qui fait des avances à Stendhal (selon lui). Ils habitent ensemble sept mois. Elle quitte Marseille et Stendhal le 1er mars 1806. 
Engagée à Saint-Pétersbourg, elle épouse Monsieur Barkov, conseiller d’État, mariage qui fut aussi un échec. Elle revient à Paris au printemps 1813 et revoit Stendhal. 
Elle se suicide le 18 août 1828. Elle voulait que l’on fasse graver sur sa tombe : « Après le malheur d’être, le plus grand est d’appartenir à l’espèce humaine. » Stendhal lui garda son affection et son estime. Il écrivit dans Souvenirs d’égotisme : « Je cours la chance d’être lu en 1900 par les âmes que j’aime, les Madame Roland, les Mélanie Guilbert… »
Il semblerait que Mélanie Guilbert ait servi de modèle à l’héroïne de Lamiel, comme elle, belle blonde aux yeux bleus, idéal de la beauté normande. Dans ses notes pour son roman, Stendhal aurait écrit d'une écriture rendue illisible par la maladie : « Je ne puis travailler à rien de sérieux for this little gouine. » Phrase s’appliquant peut-être autant au personnage de Lamiel qu’à Mélanie elle-même, expliquant ses difficiles relations avec les hommes et ses amitiés féminines.

## Sources bibliographiques
- « Mélanie Guilbert », dans Henri Martineau, Petit dictionnaire stendhalien, Paris, Divan, 1948.
- Henri Martineau, Le Cœur de Stendhal, Albin Michel, 1952, volume 1, p. 172, 183-184, 192-193, 200.